# Thyridia psidii
Espèce
Thyridia psidii  est une espèce de papillons de la famille des Nymphalidae, de la sous-famille des Danainae et du genre Thyridia psidii  dont elle est la seule représentante.

## Dénomination
Thyridia psidii a été décrit par Carl von Linné en 1758 sous le nom initial de Papilio psidii .

### Noms vernaculaires
Thyridia psidii se nomme Thyridia Glasswing ou Spotted Amberwing en anglais et Melantho Tigerwing pour Thyridia psidii melantho.

### Sous-espèces
- Thyridia psidii psidii, au Surinam, en Guyana et en Guyane.
- Thyridia psidii aedesia Doubleday, [1847]; présent en Colombie et au Venezuela
- Thyridia psidii cetoides (Rosenberg & Talbot, 1914); présent au Pérou
- Thyridia psidii hippodamia (Fabricius, 1775); présent au Brésil
- Thyridia psidii ino C. & R. Felder, 1862; présent au Pérou
- Thyridia psidii melantho Bates, 1866; présent au Mexique, au Costa Rica, à Panama et au Nicaragua
- Thyridia psidii pallida Godman & Salvin, 1898; présent au Mexique[1].

### Galerie des sous-espèces

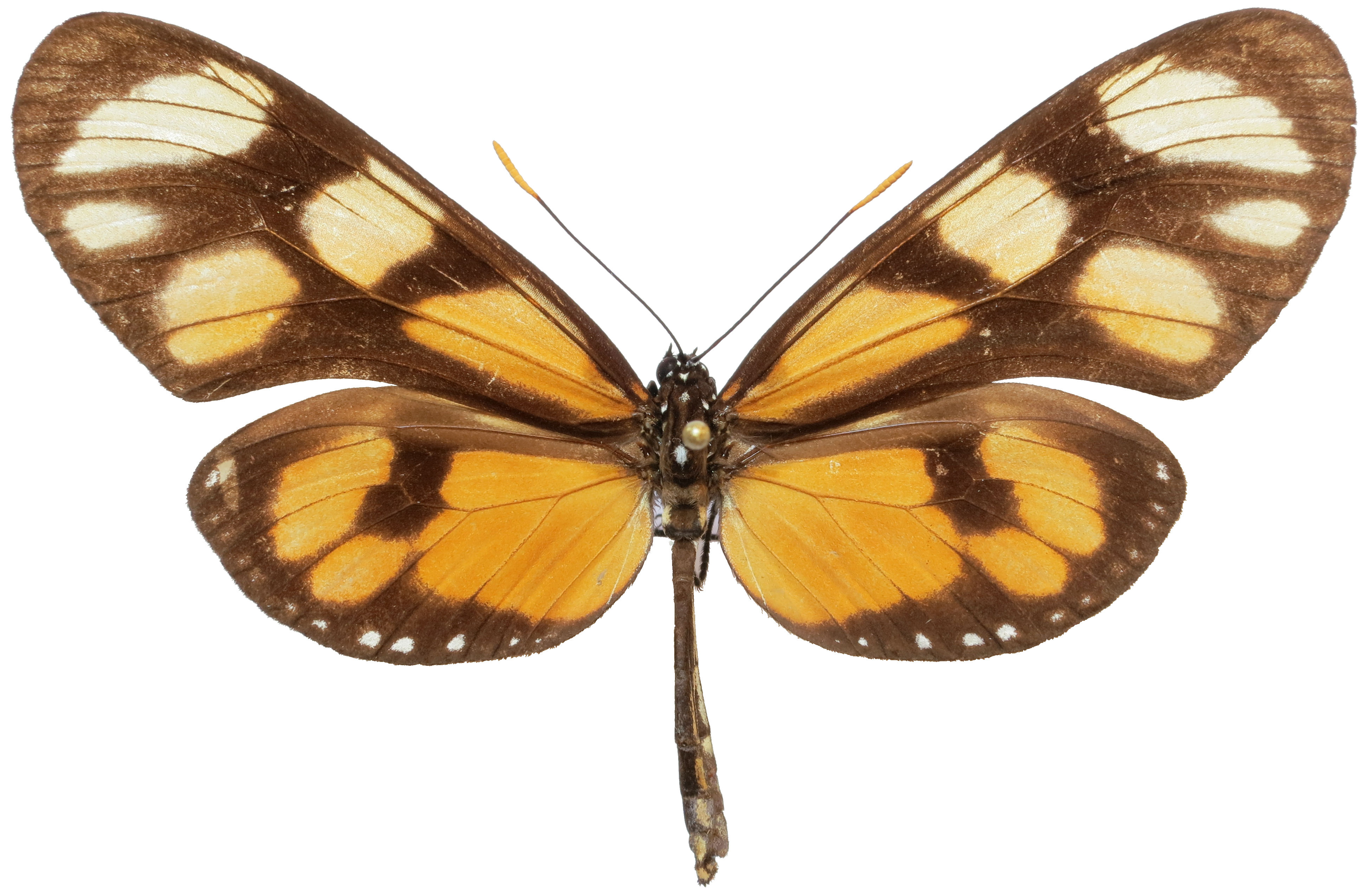
T. p. aedesia de Colombie
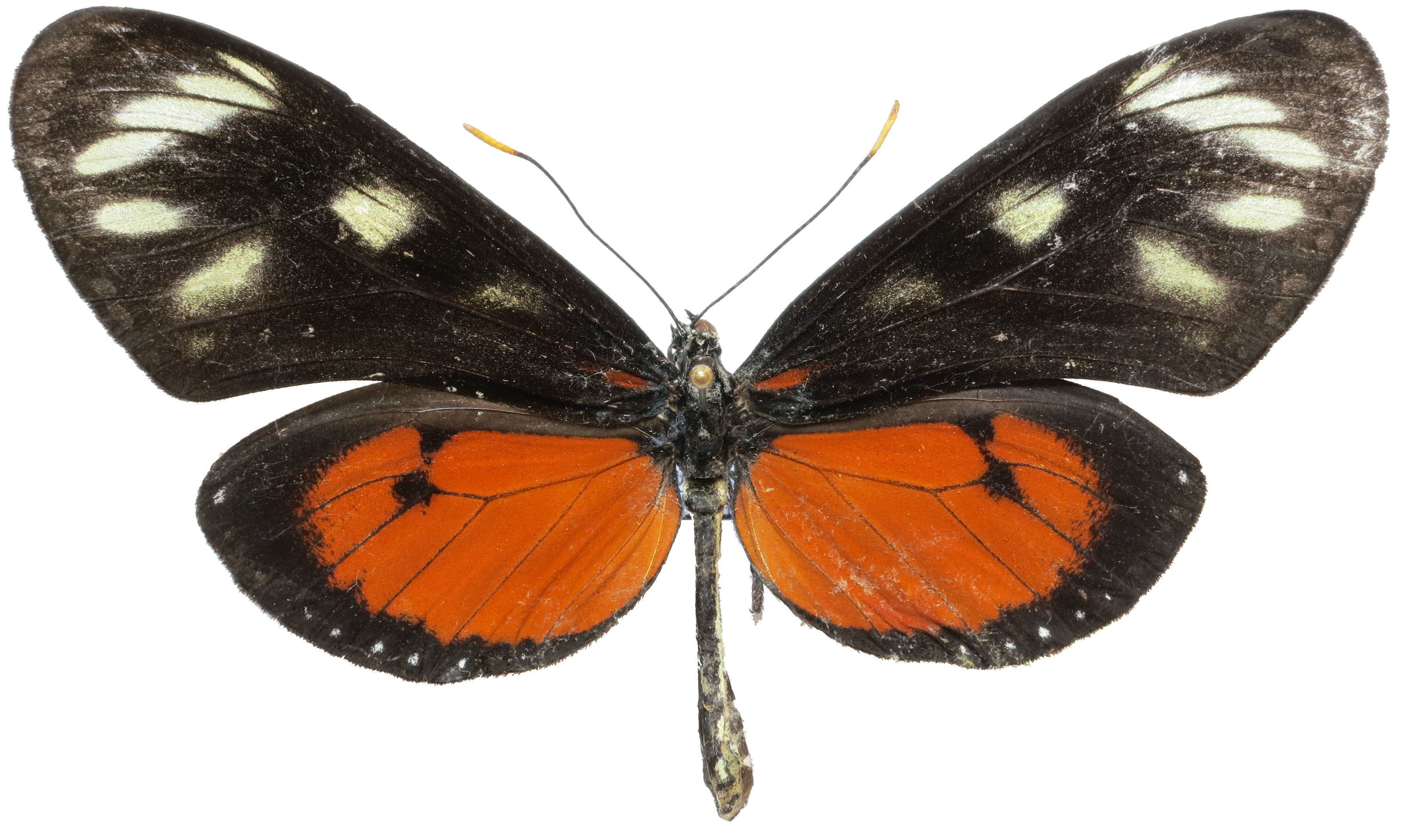
T. p. melantho du Costa Rica

## Description
Thyridia psidii  est un grand papillon d'une envergure de 78 mm à 84 mm, au corps noir orné de lignes de points blancs et aux ailes antérieures très longues, à apex arrondi. Les ailes forment de grandes plages semi transparentes entourées de marron avec une bordure marron piquetée de points blancs à la face externe des ailes postérieures.
Chez Thyridia psidii melantho les ailes postérieures sont de couleur orange et bordées de marron avec une ligne submarginale de points blancs bien visible sur le revers.

## Biologie
Sa biologie est mal connue.

### Plantes hôtes
Les plantes hôtes de sa chenille sont des Cyphomandra (travaux de Christian Brévignon, 2003), Cyphomandra betacea pour Thyridia psidii cetoides(travaux de Bizarro, Casagrande & Mielke, 2003).

## Écologie et distribution
Thyridia psidii  est présent au Mexique, au Costa Rica, à Panama, au Nicaragua,  en Équateur, dans le nord de l'Argentine, au Pérou, au Brésil, au Surinam, en Guyana et en Guyane.

### Biotope
Il réside dans la forêt tropicale humide, surtout dans la forêt primaire.

### Protection
Pas de statut de protection particulier.